# جنرال موتورز دیزل

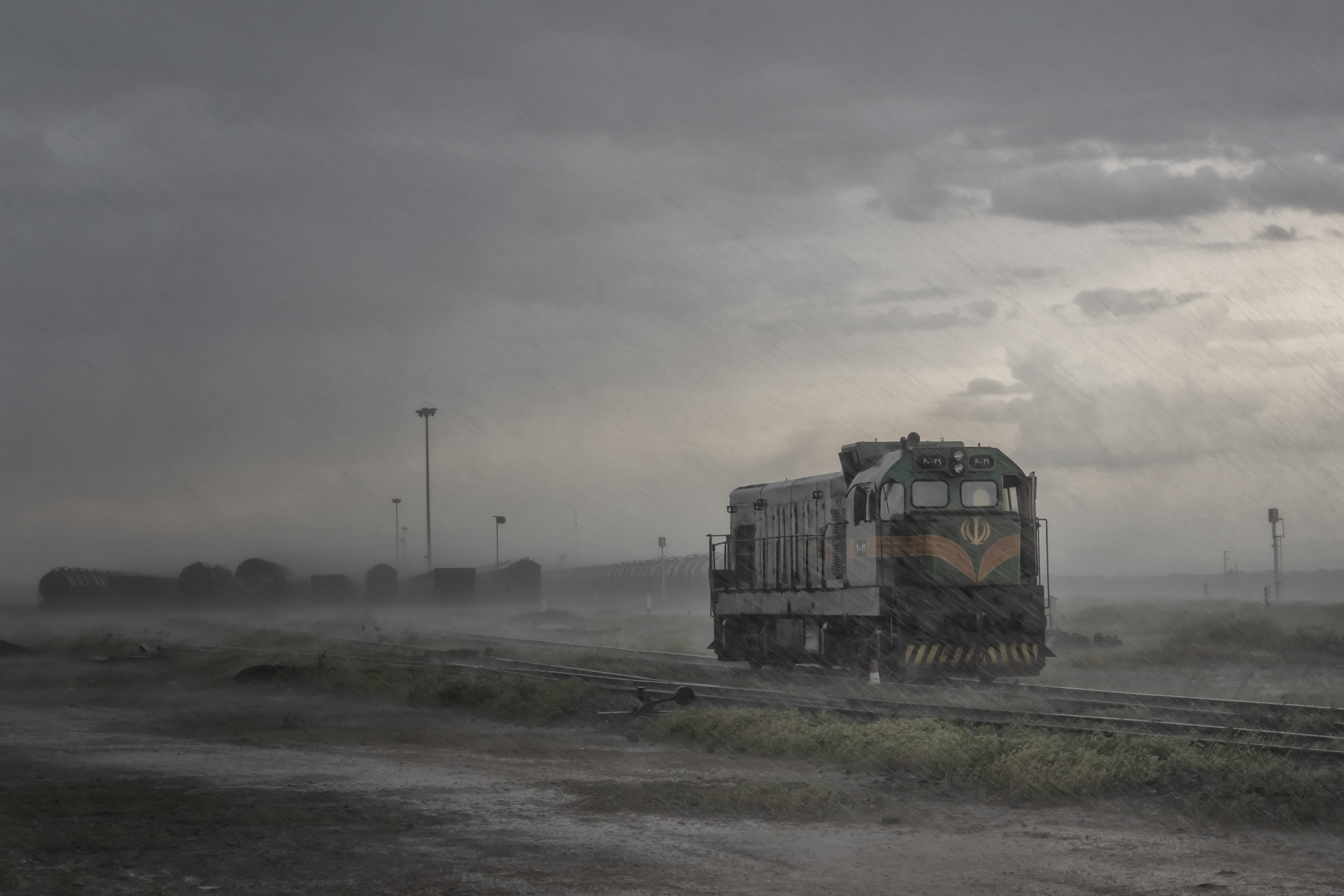
یک دستگاه لکوموتیو سری جی ام شرکت جنرال موتور دیزل در ایستگاه گار مانوری اداره کل راه آهن قم، راه آهن سراسری ایران.

جنرال موتورز دیزل (انگلیسی: General Motors Diesel) یک شرکت سازنده لوکوموتیو دیزلی در کانادا بوده است.
این شرکت که در سال ۱۹۴۹ تأسیس شده است زیرمجموعه شرکت جنرال موتورز ایالات متحده آمریکا بوده و در فوریه ۱۹۶۹ تغییرنام پیدا کرده و منحل شده است.